# Bless the Beasts and Children
Pour plus de détails, voir Fiche technique et Distribution.
Bless the Beasts and Children est une comédie dramatique américaine réalisée par Stanley Kramer, sortie en 1971.

## Synopsis
Un groupe d'adolescents, placés dans un camp d'été par leurs parents trop occupés pour s'en charger, se révèlent incapables de s'intégrer au groupe. Considérés comme des attardés par leurs camarades, tout comme par le responsable antipathique du camp, ils forgent bientôt le désir commun de s'enfuir et de libérer les bisons qu'ils considèrent comme leur alter ego dans la souffrance et le mépris. Pendant leur échappée pour libérer le bison surgissent des flashbacks qui révèlent les relations difficiles de chacun d'entre eux avec leur famille et illustrent leurs raisons de vouloir libérer le bison.

## Fiche technique
- Titre : Bless the Beasts and Children
- Réalisateur : Stanley Kramer
- Scénario : Mac Benoff, d'après le roman éponyme de Glendon Swarthout
- Musique : Perry Botkin Jr., Barry De Vorzon
- Producteurs : Georges Glass, Stanley Kramer
- Société de production : Stanley Kramer Productions
- Durée : 109 minutes
- Couleur : Technicolor
- Genre : Comédie dramatique
- Dates de sortie :
  - Allemagne de l'Ouest : 30 juillet 1971
  - États-Unis : 1er août 1971

## Distribution
- Bill Mumy : Lawrence Teft
- Barry Robins : Cotton
- Miles Chapin (en) : Shecker
- Darel Glaser : Goodenow
- Robert Jayson Kramer : Lally 1
- Marc Vahanian : Lally II
- Jesse White : Sid Shecker
- Ken Swofford : Wheaties
- David Ketchum : Directeur du camp
- Elaine Devry : Mère de Cotton
- Wayne Sutherlin : Prostitué
- Bruce Glover : Prostitué
- William Bramley : M Goodenow
- Vanessa Brown : Mme Goodenow
- Charles H. Gray : Capitaine Cotton
- Vincent Van Lynn : M Teft
- June C. Ellis : Mom
- Frank Farmer : Docteur
- Jeff Smart : Jeune Shooter